# Мбеја
Мбеја (свах. Mbeya) је главни град региона Мбеја у Танзанији. Налази се на југозападу Танзаније и има 232.596 становника (попис 2002), тако да је био трећи град по броју становника у Танзанији. Налази се на надморској висини око 1700 m изнад нивоа океана. Удаљен је око 100 км северно од тромође са Замбијом и Малавијем. Најзначајнија делатност је пољопривреда, а Мбеја је основана 1920—их година као последица проналаска злата у региону.